# Richard le Téméraire
Cet article possède un paronyme, voir Charles le Téméraire.
Richard le Téméraire ou Fred et Tim ou Raoul et Gaston ou  La Patrouille de l'ivoire  (Tim Tyler's Luck) est un comic strip d'aventure américain publié réalisé par l'auteur Lyman Young, publié à partir du 13 août 1928 par King Features Syndicate, dans différents quotidiens américains jusqu'en août 1996. Tout au long des années, l'auteur engage pour la série plusieurs artistes « fantômes » : Charles Flanders, Alex Raymond, Burne Hogarth, Clark Haas, Tony DiPreta, Nat Edson et Tom Massey.
Elle fut publiée en France pour la première fois en album cartonné chez Hachette en 1934 sous le titre Fred et Tim en Afrique, avant de paraître dans le Journal de Mickey (version Avant-Guerre) no 101 en 1936 sous le titre Richard le Téméraire. Les personnages deviennent Raoul et Gaston dans les hebdomadaires Aventures et Jumbo sous le titre La Patrouille de l'ivoire, et après la Libération dans l'hebdomadaire Paris Jeunes Aventures et le journal Ouest France.
Les personnages principaux,Tim et Spud, comptent parmi les premiers héros d’aventures apparaissant en comic strips en France.

## Description

### Synopsis
Deux jeunes adolescents Richard et Fred voyagent ensemble à travers le monde avant qu'un accident d'avion n'ait lieu en Afrique. Sortis indemnes, ils se trouvent orphelins, mais ont été adoptés par la patrouille de l'ivoire avec qui, une fois tous deux grandis, ils chargent à protéger la forêt africaine.

### Personnages
- Richard (Tim Tyler), le blond
- Fred (Spud Slawis), le brun
- Capitaine Coudray (Sergeant Morgan)
- Professeur Rugg
- La reine Loana

## La série

### Naissance de Tim et Spud
Tout comme son jeune frère Murat "Chic" Young également auteur renommé international du comic strip Blondie, Lyman Young créa Tim Tyler le 13 août 1928 au même thème que Little Orphan Annie il y a quatre ans plus tôt et Little Annie Rooney, plus récemment : le personnage au départ quitte l'orphelinat seul. Au lieu qu'il soit accompagné de son fidèle compagnon, un chien, l'auteur ajoute un autre personnage plus âgé : c'est à partir du 19 juillet 1931 que Tim Tyler et Spud Slawis partent ensemble dans de nombreuses aventures.

### Premières publications
Aux États-Unis, Tim et Spud, déjà loin de l'orphelinat, commençaient une nouvelle vie d'aventure dans le journal comic strip Sunday en couleur, le 19 juillet 1931, de manière simple. Lorsqu'y apparaissaient Buck Rogers, Dick Tracy et d'autres héros gagnant la popularité, les deux orphelins devenaient plus sérieux, parcourant le monde entier avant de rejoindre la patrouille d'Ivoire pour quelques années avant de retourner aux États-Unis durant la Seconde Guerre mondiale. Plus tard, ils repartaient pour retrouver l'Afrique où ils resteront définitivement.
Tim Tyler's Luck depuis King Features Syndicate fut réimprimé par l'éditeur David McKay Publications en avril 1937 dans son premier comic book mensuel Ace Comics de soixante-huit pages — accompagné de Jungle Jim de Alex Raymond, Blondie de Chic Young ainsi que, plus tard, dans le onzième numéro, The Phantom de Lee Falk — jusqu'à son annulation en octobre 1949.
King Features Syndicate publia seulement le quatrième numéro de King en janvier 1973 sous le titre Tim Tyler's Luck.
Quant à la France, depuis 1928, le fondateur de l'agence Opera Mundi Paul Winkler obtient non seulement les droits des œuvres de Walt Disney Company, mais également des comic strips de King Features Syndicate comme Mandrake le magicien, Guy l'Éclair, Jim la jungle et, bien sûr, Richard le Téméraire.
Opera Mundi s'associa avec la librairie Hachette, en 1931.
La première édition française de Tim Tyler fut publiée en avril 1934 chez Hachette en album cartonné de seize pages sous le titre Fred et Tim en Afrique.

## Analyse

### Les artistesfantômes
Pendant des années, Lyman Young avait signé tous les épisodes de cette série alors qu'il avait auparavant engagé Charles Flanders dont on ignore sa véritable activité et Alex Raymond comme assistant, mais aussi dessinateur « fantôme » entre 1932 et 1933 avant de se consacrer aux autres séries populaires Flash Gordon, Jungle Jim, Agent Secret X-9. Ce dernier était vite alors remplacé par Burne Hogarth, mais il ne resta guère longtemps puisqu'à partir de 1936, il prit la relève de Hal Foster et mit en image Tarzan dans la bande dessinée homonyme, l'œuvre qui le fit entrer dans la postérité. Clark Haas le remplace et Tony DiPreta pour les lettrages. C'est avec les scénaristes Nat Edson entre 1935 et 1945 et Tom Massey entre 1947 et 1952 que les travaux ont considérablement duré.

### Bob Young
Lyman Young dessine avec son fils Bob Young, de son vrai nom Jason Robert, dans les années 1950 jusqu'à sa retraite en 1972. Ce dernier continue seul la série sous les yeux de son père. Après sa mort en 1984, la série n'attire plus les lecteurs et, pourtant, reste l'un des rarissimes d'avoir imprimé dans un seul journal The Conroe Courier durant des années après que les entrepreneurs l'aient laissé tomber. Cela a duré jusqu'en 1996 : la copie est perdue pour l'éternité.

## Postérité

### Influences
Edgar P. Jacobs, créateur des aventures de Blake et Mortimer, reprend en 1946 le thème de l'avion submersible pour la trilogie Le Secret de l'Espadon.
En 2004, Umberto Eco présente en Italie son cinquième roman La misteriosa llama de la Reina Loana, autrement en français La Mystérieuse Flamme de la reine Loana, dont le traducteur américain a repris le titre original de la série Tym Tyler's Luck (ou Richard le Téméraire pour les français) The Mysterious Flame of Queen Loana. Bien que ceci s'agit de la chronique familiale et politique, le titre n'a aucun rapport avec l'œuvre de Lyman Young.

### Adaptations

#### Films
Les Aventures de Richard le Téméraire (Tim Tyler's Luck) (1937), un serial de douze épisodes en noir et blanc réalisé par Ford Beebe et Wyndham Gittens sur le scénario de Wyndham Gittens, Norman S. Hall, Ray Trampe et Lyman Young, avec l'acteur Frankie Thomas dans le rôle-titre.
L'histoire y raconte Tim Tyler qui recherche son père disparu en Afrique où il examinait la vie des gorilles. Il est accompagné d'une jeune américaine Lora Lacey, alors en quête de Spider Webb qui avait volé les diamants de Kimberley et qui a fait emprisonner son frère à sa place.

## Publications en langue originale

### Revue

#### Ace Comics
Ace Comics du 1937 en 1949, du no 1 au no 151.

#### King
King en 1973 du no 4.

## Publications en français

### Revues

#### Aventures
Le périodique d'avant-guerre Aventures de huit pages fait revivre les personnages de Lyman Young Raoul et Gaston dans le premier numéro du 7 avril 1936 jusqu'au no 38 en 1941, avec une soudaine interruption en 1940.

#### Le Journal de Mickey
Après l'album Fred et Tim en Afrique paru en 1934, les personnages se retrouvent dans Journal de Mickey sous le titre de Richard le Téméraire, du no 101 du 20 septembre 1936 au no 361 du 14 décembre 1941 et, l'hebdomadaire reprit en Après-guerre, du no 1056 du 10 septembre 1972 au no 1619 du 12 juillet 1983.
La première aventure sans titre parut en 1936 dans le no 101 jusqu'au no 361. Ce ne fut qu'en 1972 que ces héros revinrent sur les planches avec L’Éléphant blanc à partir du no 1056 jusqu'au prochain nouvel épisode La Vallée mystérieuse dans le no 1071 ainsi que de suites en 1973, L’Okangou volant (no 1093), Le Secret du totem (no 1100), Magie dans la jungle (no 1104), Le Temple noir (no 1112), Le Cygne blanc (no 1121). En 1974, Le Magra (no 1129), Le Prince au visage pâle (no 1137), Les Serres de l’aigle (no 1144), Malo le volcan (no 1150), Le Sorcier de Kharzo (no 1157), La Cité perdue (no 1162), Tombo le puissant (no 1176). En 1975, Manaha le magique (no 1185), Les Grottes de Lohmar (no 1192), Le Mystère des pistolets (no 1199), Feux dans la nuit (no 1206). Avec Tom Massey comme assistant nègre : Le Dragon pétrifié (no 1213), Le Gardien du Mont Ouragan (no 1221). En 1976, Pour sauver Kokolo (no 1229, premier récit complet de huit pages), Le Trafiquant des hautes terres (no 1238), Le Trafiquant des hautes terres (no 1238), Le Domaine mystérieux (no 1239), L’Héritier des Owabi (no 1245, récit complet de huit pages), Lutte pour la paix (no 1246, à suivre), L’Or du Balouka (no 1251), Cargaison mystère (no 1253), Le Peuple des cavernes (no 1259), L’Étrange panthère (no 1267, récit compet), Les Hommes–Crocodiles (no 1268), L’Éléphant géant (no 1276). En 1977, La Route du mystère (no 1281), Deux Princes pour un trône (no 1290), La Tornade et l’Ouragan (no 1301), Le Singe et l’Oiseau (no 1309), Trafic d’armes (no 1320), Bam–Bam le sentimental (no 1325, récit complet de neuf pages), Les Faux Frères (no 1326). En 1978, Le Breuvage magique (no 1331), Mister Gouma (no 1338), La Dernière Chance (no 1347), L’Animal sauvage (no 1352), La Longue Course (no 1359, récit complet de dix pages), Un Étrange Ami (no 1360), Le Justicier de la rivière (no 1370), L’Or de l’Ojiboo (no 1376), récit complet de neuf pages, La Poupée volée (no 1377). En 1979, Sur le sentier de la guerre (no 1385), Le Monstre d’antan (no 1394), La Fleur empoisonnée (no 1397, récit complet de sept pages), La Ballade des éléphants (no 1398), Un Étrange Capitaine (no 1402), Les Girafes naines (no 1407, récit complet de sept pages), Les Oiseaux terribles (no 1408), Les Pygmées longues jambes (no 1411), Les Clowns de la jungle (no 1416, récit complet de six pages), Les Perroquets muets (no 1417), Les Voleurs d’autruche (no 1423), Un héritage difficile (no 1426), Sur la piste des flèches (no 1433). En 1980, L’Île dans la jungle (no 1439), Le Porte–bonheur maléfique (no 1448), Le Cinquième Sceau (no 1460), Le Rendez–vous du phare (no 1466), Le Cratère de naduwa (no 1473, récit complet de huit pages), Dans les collines de Naga (no 1474), L’Orgueil du Lagoda (no 1482). En 1981, Une Page d’histoire (no 1488), La Terre tremble à Naduwa (no 1494), L’Homme au violon (no 1498), L’Eau du désert (no 1507), La Cité de Nosoma (no 1513), Gare au diamant (no 1519), Le Cheval noir (no 1524), Mission impossible (no 1531), Les Pilleurs d’épaves (no 1537). En 1982, Le Petit Singe (no 1545), Protéger Hercule (no 1550), Le Trésor disparu (no 1556), À contretemps (no 1560), La Caravane engloutie (no 1565), Le Filon oublié (no 1571), Le Touriste (no 1576), Butin dangereux (no 1581), Le Complot (no 1586), Le Bateau hanté (no 1591). En 1983, Mission secrète (no 1597), Disparition à Tempeti (no 1602), Le Maître des vagues (no 1606), Le Gardien des ruines (no 1611), Les Arbres mystérieux (no 1616).

#### Jumbo
Sous le titre de La Patrouille de l'ivoire, Fred et Tim apparaissent dans Jumbo du no 6 en 1938 jusqu'au no 24 en 1940.

#### Aventures de Paris-Jeunes
Aventures de Paris-Jeunes (1949-1950, Après-Guerre) : Sous le titre de Raoul et Gaston, du no 4  au no 44.

#### Paris-Jeunes
Paris-Jeunes du[Quand ?] en 1950), toujours sous le titre de Raoul et Gaston, du no 44 au no 52.

#### Les Héros du Mystère
Les Héros du Mystère en 1968, sous le titre Raoul et Gaston, les personnages s'offrent exceptionnellement dans le numéro spécial Pâques 1968, présentant un récit de vingt-huit pages Magie noire.

#### Johnny
Nouveau magazine de vingt-quatre pages destiné à l'âge d'or de la bande dessinée, le premier numéro du Johnny paraît le 5 avril 1970, où l'on peut retrouver chaque semaine les personnages sous le titre de Raoul et Gaston jusqu'au no 5 du 3 mai 1970 et, après une longue attente, deux mois durant, le sixième numéro se reprend au 1er juillet 1970 avec seulement huit pages jusqu'au no 7 du 1er août 1970 avec huit pages supplémentaires : les aventures de la patrouille s'y achèvent juste au bon moment parce que le prochain numéro ne se verra plus jamais le jour.
a également été publié (sans précision) dans
- Héroïc-Albums[33] : à partir de 1932.
- Ouest-France

### Albums
- 1 Fred et Tim en Afrique, Hachette, 1934
Scénario et dessin : Lyman Young

- 1 Fred et Tim chez les sauvages, Flammarion, 1936
Scénario et dessin : Lyman Young

- 1 Raoul et Gaston au royaume du passé, CELEG (Broché), 1964
Scénario et dessin : Lyman Young - Couleurs : Noir et blanc

- 1 L'Éléphant blanc, Hachette, 1974
Scénario et dessin : Lyman Young
- 2 La Vallée mystérieuse, Hachette, 1974
Scénario et dessin : Lyman Young

- 1 Tim Tyler's Luck 1, RTP (Broché), 1975
Scénario et dessin : Lyman Young - Couleurs : Noir et blanc
- 2 Tim Tyler's Luck 2, RTP (Broché), 1975
Scénario : Lyman Young[34] - Dessin : Lyman Young - Couleurs : Noir et blanc

- 1 Richard le Téméraire, Pacific Club of Comics (Broché)
Scénario et dessin : Lyman Young - Couleurs : Noir et blanc

- 1 L'Idole aux yeux de diamant, Futuropolis, collection Copycat, 1981
Scénario et dessin : Lyman Young - Couleurs : Noir et blanc

### Sources

#### Internet
- « Richard le Téméraire » (présentation de l'œuvre), sur l'Internet Movie Database
- Édouard François, « Raoul et Gaston, le mythe africain », Phénix, no 13,‎ 1970, p. 31-35.